# Albert Costa
Pour les articles homonymes, voir Costa.
Ne doit pas être confondu avec Alberto Costa.
Albert Costa Casals, né le 23 juin 1975 à Lérida en Catalogne, est un ancien joueur de tennis espagnol, professionnel de 1993 à 2006.

## Carrière
Spécialiste de terre battue, il a remporté 12 tournois ATP, tous sur cette surface. En 2002, il réalise le rêve de la plupart des joueurs espagnols en remportant Roland-Garros en battant Juan Carlos Ferrero en finale. Cinq jours après cette victoire, il épouse Cristina Ventura. Il est père de jumelles prénommées Alma et Claudia, nées le 21 avril 2001.
Il atteint la 6e place mondiale la même année.
Il a remporté la Coupe Davis en 2000 avec l'Espagne.
Handicapé par de nombreuses blessures, Costa dégringole progressivement dans la hiérarchie mondiale au point de se retrouver 243e en avril 2006. Il annonce son départ à la retraite après le tournoi de Barcelone 2006.
Il a entraîné Feliciano López et a été nommé le 18 décembre 2008 capitaine de l'équipe espagnole de Coupe Davis, succédant à Emilio Sánchez. Il reste en poste jusqu'en 2011 avant d'être remplacé par Àlex Corretja. Sous sa direction, l'Espagne remporte la Coupe Davis en 2009 et 2011. Il devient ensuite directeur sportif de la Fédération espagnole de tennis.

## Parcours dans les tournois duGrand Chelem

### Victoire (1)
| Année | Tournoi       | Adversaire en finale | Score              |
| 2002  | Roland-Garros | Juan Carlos Ferrero  | 6-1, 6-0, 4-6, 6-3 |

### En simple
| Année | Open d'Australie | Open d'Australie | Internationaux de France | Internationaux de France | Wimbledon       | Wimbledon   | US Open         | US Open     |
| ----- | ---------------- | ---------------- | ------------------------ | ------------------------ | --------------- | ----------- | --------------- | ----------- |
| 1994  | —                | —                | 1er tour (1/64)          | P. Sampras               | 1er tour (1/64) | M. Chang    | 1er tour (1/64) | K. Alami    |
| 1995  | —                | —                | 1/4 de finale            | T. Muster                | —               | —           | —               | —           |
| 1996  | 2e tour (1/32)   | R. Furlan        | 2e tour (1/32)           | F. Clavet                | 2e tour (1/32)  | M. Navarra  | 1er tour (1/64) | B. Ulihrach |
| 1997  | 1/4 de finale    | P. Sampras       | 3e tour (1/16)           | M. Woodforde             | —               | —           | 1er tour (1/64) | A. Boetsch  |
| 1998  | 2e tour (1/32)   | A. Agassi        | 1/8 de finale            | M. Ríos                  | 2e tour (1/32)  | W. Ferreira | 1er tour (1/64) | O. Gross    |
| 1999  | 1er tour (1/64)  | M. Damm          | 3e tour (1/16)           | M. Ríos                  | 1er tour (1/64) | A. Parmar   | 1er tour (1/64) | D. Vacek    |
| 2000  | 1er tour (1/64)  | C. Rochus        | 1/4 de finale            | F. Squillari             | —               | —           | 2e tour (1/32)  | M. Mirnyi   |
| 2001  | —                | —                | 1er tour (1/64)          | J. Boutter               | —               | —           | 1/8 de finale   | G. Kuerten  |
| 2002  | 1/8 de finale    | W. Ferreira      | Victoire                 | J. C. Ferrero            | —               | —           | 2e tour (1/32)  | W. Ferreira |
| 2003  | 3e tour (1/16)   | F. Mantilla      | 1/2 finale               | J. C. Ferrero            | —               | —           | 2e tour (1/32)  | A. Martín   |
| 2004  | 3e tour (1/16)   | H. Arazi         | 3e tour (1/16)           | X. Malisse               | 1er tour (1/64) | M. Hilton   | 1er tour (1/64) | R. Federer  |
| 2005  | 1er tour (1/64)  | B. Phau          | 1er tour (1/64)          | V. Spadea                | —               | —           | 1er tour (1/64) | L. Hewitt   |

N.B. : à droite du résultat se trouve le nom de l'ultime adversaire.

### En double
| Année | Open d'Australie                                                                  | Open d'Australie                                                               | Internationaux de France | Internationaux de France | Wimbledon                                                                           | Wimbledon | US Open | US Open |
| ----- | --------------------------------------------------------------------------------- | ------------------------------------------------------------------------------ | ------------------------ | ------------------------ | ----------------------------------------------------------------------------------- | --------- | ------- | ------- |
| 2002  | 2e tour (1/16) A. Martín \|\| style="text-align:left;" \| D. Johnson J. Palmer    | —                                                                              | —                        | —                        | —                                                                                   | —         | —       |         |
| 2003  | 2e tour (1/16) À. Corretja \|\| style="text-align:left;" \| R. Durek A. Jones     | 1er tour (1/32) Á. López Morón \|\| style="text-align:left;" \| M. Damm C. Suk | —                        | —                        | 1er tour (1/32) J. I. Carrasco \|\| style="text-align:left;" \| F. Čermák L. Friedl |           |         |         |
| 2004  | 1er tour (1/32) G. Blanco \|\| style="text-align:left;" \| A. Martín A. Portas    | —                                                                              | —                        | —                        | —                                                                                   | —         | —       |         |
| 2005  | 1/8 de finale R. Nadal \|\| style="text-align:left;" \| M. Bhupathi T. Woodbridge | —                                                                              | —                        | —                        | —                                                                                   | —         | —       |         |

N.B. : le nom du ou de la partenaire se trouve sous le résultat ; le nom des ultimes adversaires se trouve à droite.

## Parcours dans lesMasters 1000
| Année | Indian Wells              | Miami                    | Monte-Carlo               | Rome                         | Hambourg                    | Canada                   | Cincinnati            | Stockholm puis Essen puis Stuttgart puis Madrid | Paris                       |
| ----- | ------------------------- | ------------------------ | ------------------------- | ---------------------------- | --------------------------- | ------------------------ | --------------------- | ----------------------------------------------- | --------------------------- |
| 1994  | —                         | —                        | 2e tour S. Edberg         | 2e tour J. Courier           | —                           | —                        | —                     | —                                               | —                           |
| 1995  | 1er tour C. Costa         | —                        | 1er tour J. Burillo       | 1er tour T. Martin           | 2e tour J. Eltingh          | —                        | —                     | —                                               | —                           |
| 1996  | 1/8 de finale C. Costa    | 3e tour S. Lareau        | Finale T. Muster          | 1/2 finale T. Muster         | 2e tour À. Corretja         | —                        | —                     | 2e tour M. Gustafsson                           | 2e tour F. Wibier           |
| 1997  | 1er tour B. Black         | 3e tour A. Medvedev      | 1/8 de finale M. Ríos     | 1/8 de finale M.-K. Goellner | 1/4 de finale I. Kafelnikov | —                        | 1/2 finale P. Sampras | —                                               | —                           |
| 1998  | 2e tour T. Enqvist        | 1/8 de finale A. Agassi  | 1/8 de finale P. Korda    | Finale M. Ríos               | Victoire À. Corretja        | 1/8 de finale T. Henman  | 2e tour T. Haas       | 2e tour B. Ulihrach                             | 2e tour J. Golmard          |
| 1999  | 1er tour P. Haarhuis      | 1/8 de finale P. Sampras | 1/4 de finale F. Mantilla | 1er tour W. Ferreira         | 2e tour M. Zabaleta         | —                        | 2e tour J. Novák      | 2e tour G. Kuerten                              | 1/8 de finale N. Lapentti   |
| 2000  | 1/8 de finale S. Schalken | 2e tour M. Kratochvil    | 1/4 de finale K. Alami    | 1/4 de finale G. Kuerten     | 1er tour M. Safin           | —                        | 1er tour A. Gaudenzi  | 2e tour T. Henman                               | 1/4 de finale G. Kuerten    |
| 2001  | 1er tour L. Hewitt        | 2e tour I. Kafelnikov    | 1/8 de finale T. Henman   | 1er tour T. Henman           | 1/2 finale J. C. Ferrero    | 1/8 de finale F. Santoro | 1er tour M. Mirnyi    | 2e tour S. Grosjean                             | 1/8 de finale I. Kafelnikov |
| 2002  | 2e tour P. Sampras        | 2e tour G. Coria         | 1/4 de finale S. Grosjean | 1/4 de finale A. Agassi      | 2e tour S. Koubek           | 1er tour V. Spadea       | 2e tour W. Ferreira   | —                                               | 2e tour N. Escudé           |
| 2003  | 2e tour O. Rochus         | 1/2 finale A. Agassi     | 2e tour R. Nadal          | 1/8 de finale F. Mantilla    | 2e tour O. Rochus           | —                        | 1er tour A. Clément   | 2e tour P. Srichaphan                           | 2e tour N. Massú            |
| 2004  | 3e tour T. Haas           | 2e tour X. Malisse       | 1er tour F. Mantilla      | 1/2 finale D. Nalbandian     | 1/8 de finale D. Ferrer     | —                        | —                     | 2e tour T. Henman                               | —                           |
| 2005  | —                         | —                        | 2e tour N. Davydenko      | 2e tour A. Roddick           | 2e tour G. Gaudio           | —                        | —                     | 1er tour A. Calleri                             | —                           |

N.B. : sous le résultat se trouve le nom de l’ultime adversaire.

## Coupe Davis
Il est sélectionné 13 fois dans l'équipe d'Espagne de Coupe Davis de 1996 à 2005, son bilan personnel est de 11 victoires pour 8 défaites (9-5 en simple et 2-3 en double).
Il a participé à la victoire de son pays en 2000, et à la demi-finale de 2003.
Il a aussi remporté le saladier d'argent en tant que capitaine de l'équipe d'Espagne le 6 décembre 2009.

## Classement mondial
- 1993 : no 221
- 1994 : no 52
- 1995 : no 24
- 1996 : no 13
- 1997 : no 19
- 1998 : no 14
- 1999 : no 18
- 2000 : no 26
- 2001 : no 40
- 2002 : no 9
- 2003 : no 25
- 2004 : no 56
- 2005 : no 117
- 2006 : no 624

Source : (en) Classements de Albert Costa sur le site officiel de la Fédération internationale de tennis